# Pseudochirella spinosa
Pseudochirella spinosa är en kräftdjursart som först beskrevs av Wolfenden 1905.  Pseudochirella spinosa ingår i släktet Pseudochirella och familjen Aetideidae. Inga underarter finns listade i Catalogue of Life.